# Homalictus blackburni
Homalictus blackburni (лат.) — вид пчёл рода Homalictus из семейства Halictidae. 

## Распространение
Австралия: северный Квинсленд и Северная территория.

## Описание
Пчёлы мелкого размера (от 5 до 6 мм). От близких видов отличается чёрными бёдрами, лбом и скутумом и морщинистым проподеумом. Голени и усики красновато-коричневые. Основная окраска чёрная. Голова и грудь покрыты волосками (опушение самок более плотное и длинное); длинные волоски на нижней стороне брюшка. Мандибулы могут быть простыми или двузубчатыми. Проподеум имеет слабый киль вдоль заднего спинного края. На задних голенях несколько шипиков. Когти расщепленные. Базальная жилка переднего крыла изогнутая. Язычок короткий. Ведут одиночный образ жизни. Гнездятся в почве.

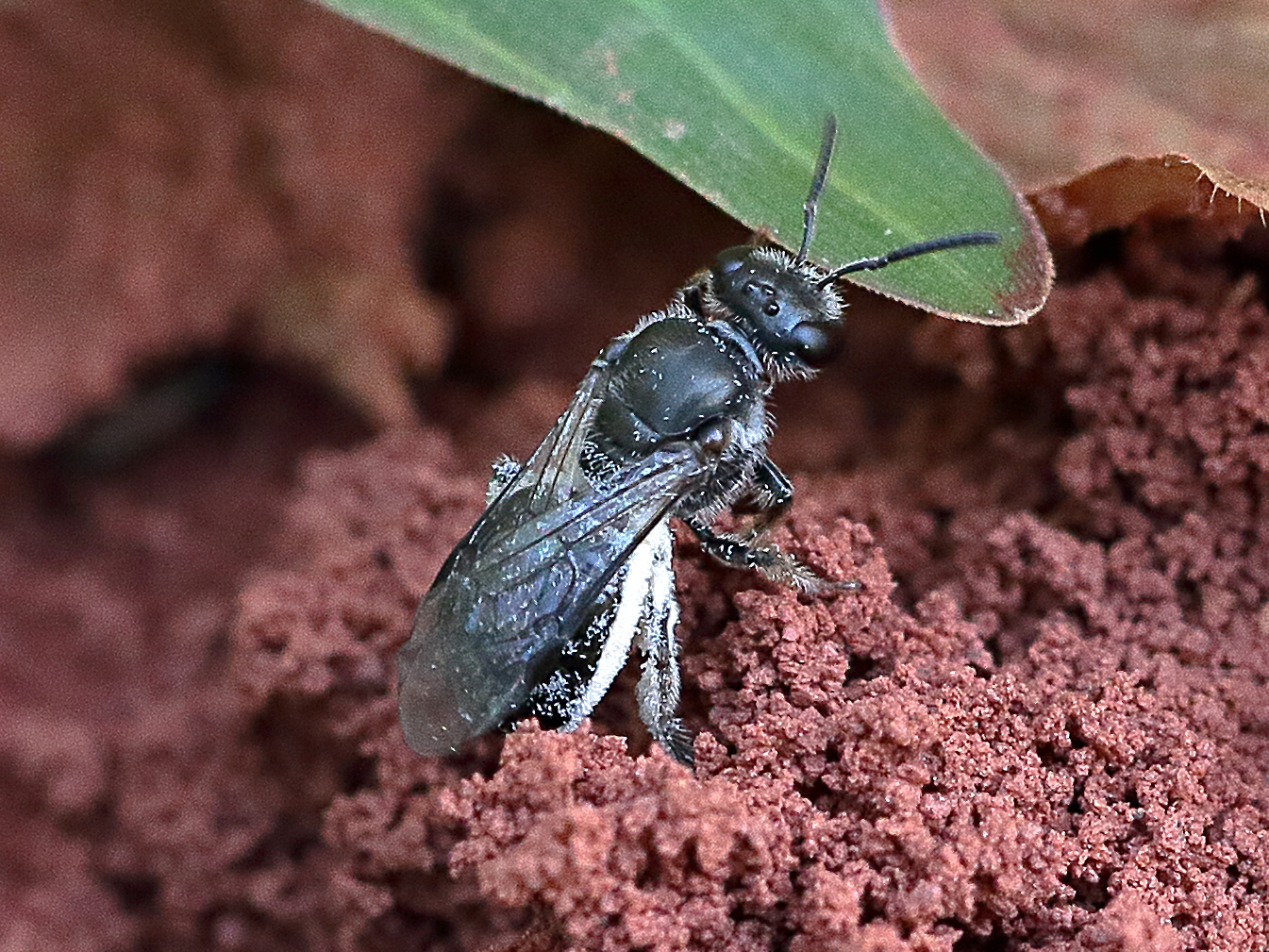
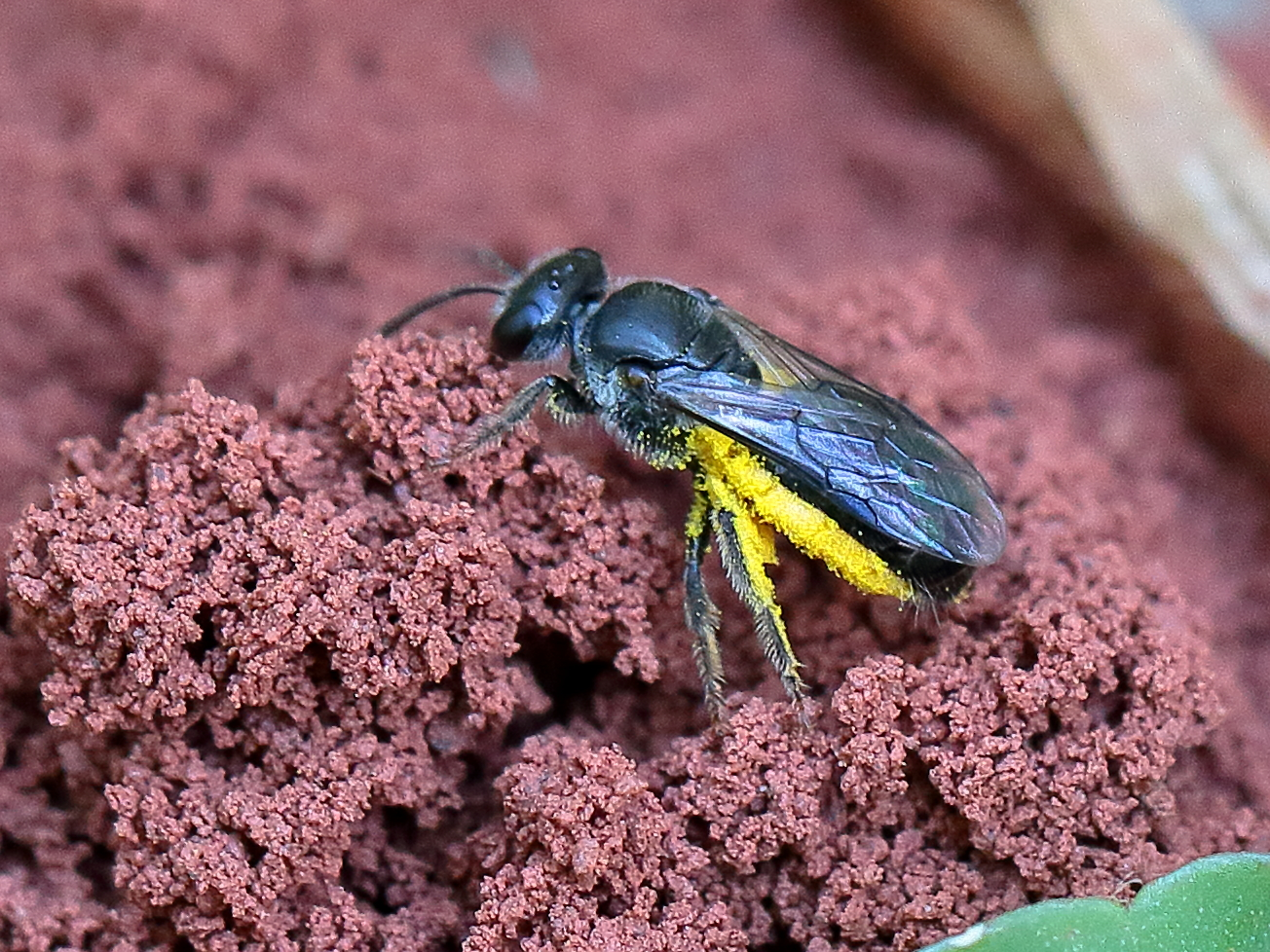
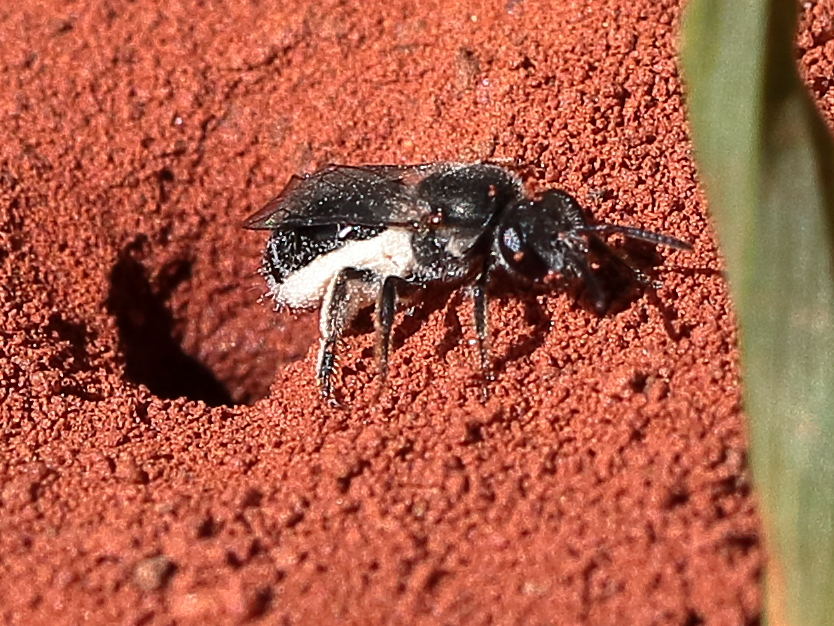
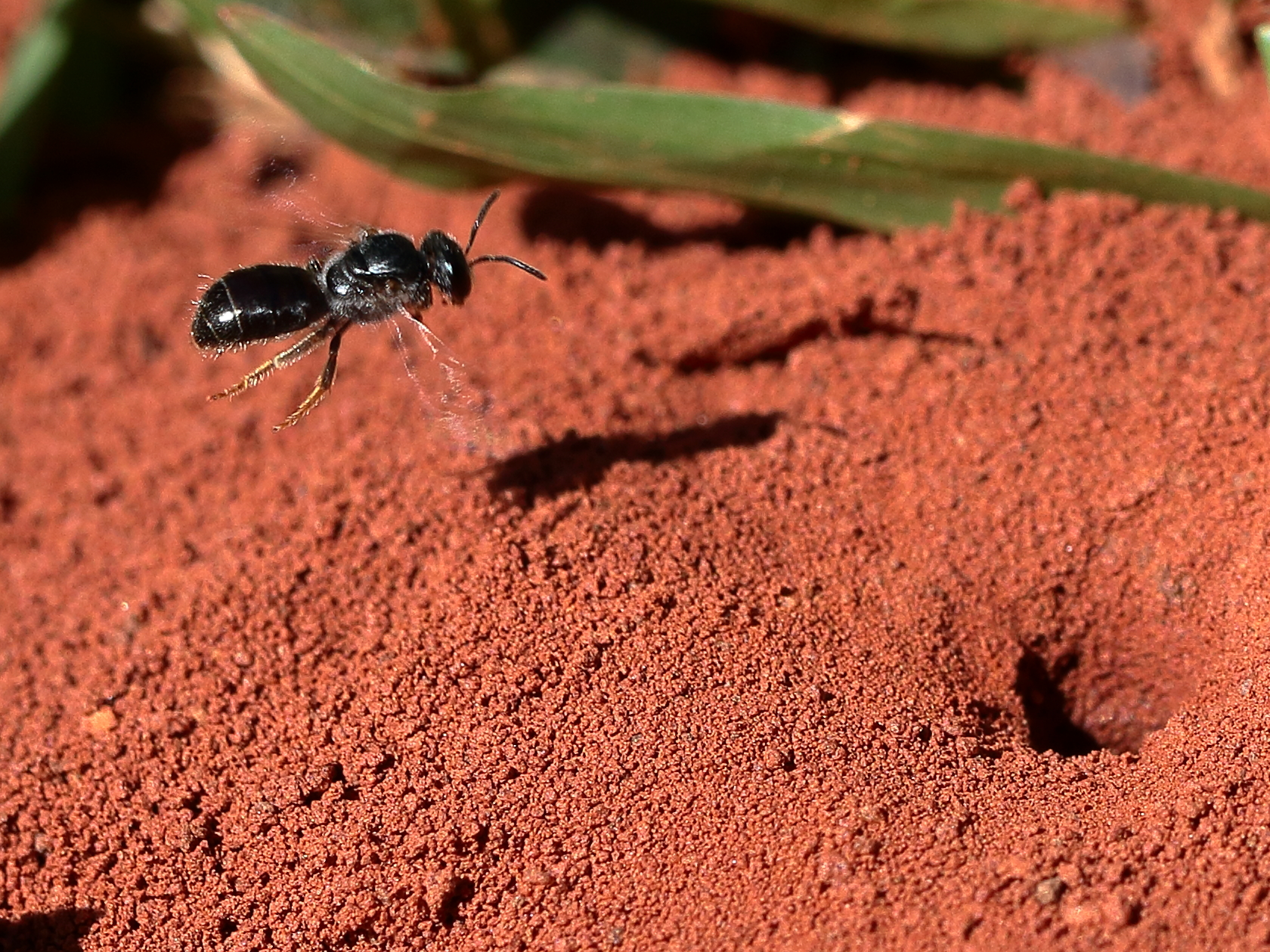

## Классификация
Таксон впервые был описан в 1910 году американским энтомологом Теодором Коккереллем под названием Halictus blackburni Cockerell, 1910. Пчёлы из трибы Halictini подсемейства Halictinae.